# Vân Tảo
Vân Tảo là một xã thuộc huyện Thường Tín, thành phố Hà Nội, Việt Nam.

## Địa lý
Xã Vân Tảo cách trung tâm Hà Nội 20 km về phía nam, cách đường cao tốc Pháp Vân - Cầu Giẽ 1,5 km về phía đông, có vị trí địa lý:
- Phía bắc giáp xã Ninh Sở
- Phía nam giáp xã Chương Dương
- Phía đông giáp xã Hồng Vân và Thư Phú
- Phía tây giáp xã Liên Phương và xã Hà Hồi.

Xã Vân Tảo là nơi đặt nhà máy bia Hà Tây với 4 thương hiệu là Heineken, anchor, tiger, Biavina. Xã này cũng nổi tiếng toàn quốc nhờ thầy giáo Đỗ Việt Khoa (người đi đầu trong phong trào chống tiêu cực và bệnh thành tích của ngành Giáo dục Việt Nam).

## Hành chính
Xã Vân Tảo có 7 thôn, xóm, bao gồm 6 thôn: Nỏ Bạn, Dương Tảo, Xâm Hồ, Xâm Động, Đông Thai, Vân La Nội (nay là Nội Thôn) và 1 xóm: Vân Hoà.

## Giáo dục
Xã Vân Tảo có trường tiểu học Vân Tảo đạt chuẩn quốc gia cấp I đầu tiên ở tỉnh Hà Tây. Chất lượng giáo dục của xã khá tốt, nên các xã xung quanh luôn muốn xin cho con cái vào học ngay từ cấp 1. Xã cũng có nhiều học sinh thi đỗ đại học rất cao, ví dụ: Nguyễn Thị Hồng, thủ khoa 2 trường đại học Y và Dược năm 2008 đạt 30/30 điểm. Nguyễn Trường Kì 29/30 điểm DHKTQD 2006, học sinh đạt giải quốc gia Toán cấp III: Nguyễn Hoàng Sơn, 2010,...

## Văn hóa
Xã Vân Tảo có rất nhiều di tích văn hóa đã được Bộ văn hóa công nhận như: 
- Đình Xâm Động
- Chùa Xâm Động
- Lăng đá Quận Vân.